# الکساندر مکنزی (جهانگرد)
سر الکساندر مکنزی (یا مک‌کینزی، گیلی اسکاتلندی: Alasdair MacCoinnich؛ ۱۷۶۴–۱۲ مارس ۱۸۲۰) یک مکتشف و جهانگرد اسکاتلندی است که به دلیل انجام اولین سفر شرق به غرب قاره آمریکا در شمال مکزیک که در سال ۱۷۹۳ انجام داد معروف است. سفر او ۱۲ سال قبل از جهانگردان معروف لوئیس و کلارک بود. رود مکنزی به افتخار او نامیده شده‌است؛ این رود طولانی‌ترین رودخانه در کانادا و دومین رود طولانی در قاره آمریکا است.